# GNOME Hispano
GNOME Hispano es una asociación para personas con un mismo idioma en común, el español, para aunar esfuerzos en la promoción y participación en GNOME.
Surge el año 2000 con la creación de una sección GNOME en el diario de software libre y tecnología de Barrapunto. Esa sección intentaba informar de noticias relacionadas con este entorno gráfico. Con el tiempo, se decidió crear una página web propia en la que aunar documentación, proyectos, noticias o relacionados con la actividad del grupo de personas involucradas, cada vez más grande.
En el 2001, GNOME Hispano colabora en la organización de la III edición de GUADEC, conferencia anual para desarrolladores y usuarios de GNOME, celebrada en Sevilla (España).
En el 2004, se celebra la primera GUADEC Hispana, en Almendralejo (España).
La II GUADEC Hispana, se celebra en La Coruña del 19 al 21 de mayo de 2005, organizada por la Universidad de La Coruña.
La III GUADEC Hispana, se celebró en Villanueva y Geltrú del 24 al 30 de junio de 2006, organizada directamente por la Asociación Nacional GNOME Hispano. Se coordinó también por parte de la asociación la realización conjunta a la GUADEC Hispano la V edición de GUADEC. En la asamblea ordinaria de socios el 25 de junio de 2006 se eligió a la nueva directiva de GNOME HISPANO por un periodo de 3 años.